# Campeonato Paulista de Futebol de 1998 - Série A2
O Campeonato Paulista de Futebol de 1998 - Série A2 foi a 52.ª edição da competição de futebol de São Paulo e equivaleu ao segundo nível do futebol do estado.

## Forma de disputa
- Primeira fase: Times do mesmo grupo jogam entre si duas vezes.Times jogam somente uma vez com as equipes do outro grupo.

- Segunda fase: As quatro melhores equipes disputam entre si em turno e returno uma vaga para promoção a Série A1 de 1999.As quatro piores equipes disputam entre si em turno e returno uma vaga para rebaixamento a Série A3 de 1999.

## Participantes
| Grupo 1 - Bragantino - (Bragança Paulista) - Noroeste - (Bauru) - Paulista - (Jundiaí) - Ponte Preta - (Campinas) - Santo André - (Santo André) - Sãocarlense - (São Carlos) - União Barbarense - (Santa Bárbara D'Oeste) - XV de Piracicaba - (Piracicaba) | Grupo 2 - América - (São José do Rio Preto) - Botafogo - (Ribeirão Preto) - Comercial - (Ribeirão Preto) - Corinthians - (Presidente Prudente) - Francana - (Franca) - Mirassol - (Mirassol) - Novorizontino - (Novo Horizonte) - Paraguaçuense - (Paraguaçu Paulista) |

## Classificação

### Primeira fase
| Série A2 - 1ª Fase | Série A2 - 1ª Fase | Série A2 - 1ª Fase | Série A2 - 1ª Fase | Série A2 - 1ª Fase | Série A2 - 1ª Fase | Série A2 - 1ª Fase | Série A2 - 1ª Fase | Série A2 - 1ª Fase | Série A2 - 1ª Fase | Série A2 - 1ª Fase | Série A2 - 1ª Fase | Série A2 - 1ª Fase |
| Time | Time               | Pts                | J                  | V                  | E                  | D                  | GP                 | GC                 | SG                 |                    |                    |                    |
| --- | ------------------ | ------------------ | ------------------ | ------------------ | ------------------ | ------------------ | ------------------ | ------------------ | ------------------ | ------------------ | ------------------ | ------------------ |
| 1 | Noroeste           | 40                 | 22                 | 11                 | 7                  | 4                  | 28                 | 21                 | 7                  |                    |                    |                    |
| 2 | América            | 35                 | 22                 | 10                 | 5                  | 7                  | 35                 | 28                 | 7                  |                    |                    |                    |
| 3 | Ponte Preta        | 35                 | 22                 | 9                  | 8                  | 5                  | 33                 | 27                 | 6                  |                    |                    |                    |
| 4 | União Barbarense   | 34                 | 22                 | 10                 | 4                  | 8                  | 29                 | 26                 | 3                  |                    |                    |                    |
| 5 | Santo André        | 34                 | 22                 | 9                  | 7                  | 6                  | 33                 | 28                 | 5                  |                    |                    |                    |
| 6 | Paulista           | 34                 | 22                 | 9                  | 7                  | 6                  | 28                 | 26                 | 2                  |                    |                    |                    |
| 7 | Botafogo           | 34                 | 22                 | 8                  | 10                 | 4                  | 41                 | 34                 | 7                  |                    |                    |                    |
| 8 | Francana           | 33                 | 22                 | 9                  | 6                  | 7                  | 35                 | 35                 | 0                  |                    |                    |                    |
| 9 | Bragantino         | 31                 | 22                 | 9                  | 4                  | 9                  | 35                 | 29                 | 6                  |                    |                    |                    |
| 10 | Novorizontino      | 29                 | 22                 | 8                  | 5                  | 9                  | 36                 | 41                 | -5                 |                    |                    |                    |
| 11 | Mirassol           | 28                 | 22                 | 8                  | 4                  | 10                 | 31                 | 34                 | -3                 |                    |                    |                    |
| 12 | Paraguaçuense      | 28                 | 22                 | 7                  | 7                  | 8                  | 40                 | 36                 | 4                  |                    |                    |                    |
| 13 | Corinthians-PP     | 27                 | 22                 | 7                  | 6                  | 9                  | 28                 | 36                 | -8                 |                    |                    |                    |
| 14 | Comercial          | 25                 | 22                 | 7                  | 4                  | 11                 | 25                 | 34                 | -9                 |                    |                    |                    |
| 15 | Sãocarlense        | 20                 | 22                 | 5                  | 5                  | 12                 | 24                 | 34                 | -10                |                    |                    |                    |
| 16 | XV de Piracicaba   | 15                 | 22                 | 4                  | 3                  | 15                 | 27                 | 39                 | -12                |                    |                    |                    |
| Pts — Pontos ganhos; J — Jogos; V - Vitórias; E - Empates; D - Derrotas; GP — Gols pró; GC — Gols contra; SG — Saldo de gols; |                    |                    |                    |                    |                    |                    |                    |                    |                    |                    |                    |                    |

|  |                                         |
|  | Classificação ao grupo de promoção.     |
|  | Classificação ao grupo de rebaixamento. |